# Gummas
Gummas este o arie protejată (arie specială de conservare — SAC, sit de importanță comunitară — SCI) din Suedia întinsă pe o suprafață de 22,3 ha, integral pe uscat.

## Localizare
Centrul sitului Gummas este situat la coordonatele 61°19′16″N 13°31′41″E / 61.321°N 13.528°E.

## Înființare
Situl Gummas a fost declarat sit de importanță comunitară în ianuarie 1998 pentru a proteja un număr necunoscut de specii din flora spontană și fauna sălbatică aflate în arealul zonei. Situl a fost protejat și ca arie specială de conservare în martie 2011.

## Biodiversitate
Situată în ecoregiunea boreală, aria protejată conține 5 habitate naturale: Lacuri și iazuri distrofice naturale, Păduri caducifoliate de mlaștină fino-scandinave, Mlaștini împădurite, Mlaștini turboase de tranziție și turbării mișcătoare, Taiga vestică.
La baza desemnării sitului se află un număr nedeclarat de specii protejate.